# FK Senica 2012/2013
Tento článek se podrobně zabývá sestavou a zápasy týmu FK Senica v sezoně 2012/2013. V této sezoně FK Senica neobhajuje žádnou trofej z předchozí sezony, ve které skončila v Corgoň lize na 4. místě. V této sezoně Senica nastoupila v Evropské lize, v 1. předkole tým porazil maďarský MTK Budapešť, poté ale vypadl, když podlehl kyperskému APOEL FC.

## Soupiska
Hráči, jejichž jména jsou napsána tučnou kurzívou, jsou současnými (2013) reprezentanty svých zemí (někteří pouze v mládežnických kategoriích.)

| #  | Pozice | Hráč                              |
| -- | ------ | --------------------------------- |
| 18 | B      | Pavel Kamesch                     |
| 1  | B      | Michal Šulla                      |
| 29 | B      | Milan Švenger                     |
| 8  | O      | Erich Brabec (zástupce kapitána)  |
| 3  | O      | Ján Gajdošík                      |
| 5  | O      | Matej Krajčík (zástupce kapitána) |
| 2  | O      | Patrik Mráz                       |
| 4  | O      | Petr Pavlík                       |
| 17 | O      | Róbert Pillár                     |
| 23 | Z      | Martin Babic                      |
| 14 | Z      | Jaroslav Diviš                    |
| 9  | Z      | Martin Ďurica                     |

| #  | Pozice | Hráč                 |
| -- | ------ | -------------------- |
| 16 | Z      | Milan Jirásek        |
| 19 | Z      | Jan Kalabiška        |
| 6  | Z      | Tomáš Kóňa (kapitán) |
| 22 | Z      | Juraj Križko         |
| 21 | Z      | Peter Štepanovský    |
| 12 | Z      | Stef Wijlaars        |
| 7  | Ú      | Rolando Blackburn    |
| 13 | Ú      | Lamine Diarrassouba  |
| 20 | Ú      | Pavol Masaryk        |
| 33 | Ú      | Juraj Piroska        |
| 23 | Ú      | Tomáš Vrťo           |

### Změny v kádru v letním přestupovém období 2012
| Číslo | Pozice | Nár.      | Hráč              | Věk | Odkud přišel         | Do roku | Typ       | Cena   |
| ----- | ------ | --------- | ----------------- | --- | -------------------- | ------- | --------- | ------ |
| 29    | B      | Česko     | Milan Švenger     | 26  | AC Sparta Praha      | 2013    | hostování | —      |
| 8     | O      | Česko     | Erich Brabec      | 35  | AC Sparta Praha      | 2014    | přestup   | zdarma |
| 28    | O      | Česko     | Martin Frýdek     | 20  | AC Sparta Praha      | 2013    | hostování | —      |
| 24    | O      | Česko     | Václav Koutný     | 21  | SK Sigma Olomouc     | 2013    | hostování | —      |
| 5     | O      | Slovensko | Matej Krajčík     | 34  | FK Baumit Jablonec   | 2013    | přestup   | zdarma |
| 2     | O      | Česko     | Miroslav Štěpánek | 22  | Hamburger SV         | 2014    | přestup   | zdarma |
| 23    | Z      | Slovensko | Martin Babic      | 30  | FC Zlaté Moravce     | 2013    | hostování | —      |
|       | Z      | Česko     | Roman Fischer     | 29  | FC Hradec Králové    | —       | přestup   | zdarma |
| 20    | Ú      | Slovensko | Pavol Masaryk     | 32  | MFK Ružomberok       | 2014    | přestup   | —      |
| 33    | Ú      | Slovensko | Juraj Piroska     | 29  | ŠK Slovan Bratislava | 2012    | hostování | —      |
| 16    | Ú      | Česko     | Adam Varadi       | 27  | SK Sigma Olomouc     | 2013+   | hostování | —      |

Poznámky:  —  = nezveřejněno (dohoda mezi kluby),  †  = odhadovaná cena,  +  = opce na prodloužení smlouvy
| Číslo | Pozice | Nár.      | Hráč             | Věk | Kam odešel           | Typ             | Cena            |                 |
| ----- | ------ | --------- | ---------------- | --- | -------------------- | --------------- | --------------- | --------------- |
| 13    | B      | Česko     | Petr Bolek       | 28  | FC Viktoria Plzeň    | konec smlouvy   | zdarma          |                 |
| 16    | O      | Argentina | Nicolas Gorosito | 24  | ŠK Slovan Bratislava | konec smlouvy   | —               |                 |
| 5     | O      | Slovensko | Ivan Hladík      | 19  | TJ Baník Ružiná      | hostování       | —               |                 |
|       | O      | Kostarika | Pedro Leal       | 23  | Puntarenas F.C.      | konec hostování | konec hostování | konec hostování |
| 6     | O      | Slovensko | Marián Štrbák    | 26  | FK Ústí nad Labem    | konec smlouvy   | zdarma          |                 |
| 28    | Z      | Brazílie  | Bolinha          | 21  | FC Zlaté Moravce     | hostování       | —               |                 |
| 26    | Z      | Česko     | Roman Fischer    | 29  | MFK Karviná          | hostování       | —               |                 |
| 14    | Z      | Slovensko | Miroslav Sedlák  | 19  | ŠTK 1914 Šamorín     | hostování       | —               |                 |
| 2     | Z      | Česko     | Tomáš Strnad     | 31  | FC Hradec Králové    | konec smlouvy   | zdarma          |                 |
| 15    | Ú      | Česko     | Petr Hošek       | 23  | FK Dunajská Streda   | hostování       | —               |                 |
| 10    | Ú      | Slovensko | Michal Vilkovský | 19  | FK Varnsdorf         | hostování       | —               |                 |

| Pozice | Nár.      | Hráč           | Věk | Odkud přišel    | Typ       | Kam odešel        |
| ------ | --------- | -------------- | --- | --------------- | --------- | ----------------- |
| B      | Slovensko | Michal Šulla   | 21  | MFK Vrbové      | hostování | TJ Spartak Myjava |
| Z      | Slovensko | Frederik Ravas | 20  | FK LAFC Lučenec | hostování | MFK Skalica       |

### Změny v kádru v zimním přestupovém období 2012-13
| Číslo | Pozice | Nár.      | Hráč          | Věk | Odkud přišel      | Do roku            | Typ                | Cena               |
| ----- | ------ | --------- | ------------- | --- | ----------------- | ------------------ | ------------------ | ------------------ |
| 1     | B      | Slovensko | Michal Šulla  | 21  | TJ Spartak Myjava | návrat z hostování | návrat z hostování | návrat z hostování |
| 2     | O      | Slovensko | Patrik Mráz   | 26  | Śląsk Wrocław     | 2013               | volný hráč         | zdarma             |
| 16    | Z      | Česko     | Milan Jirásek | 20  | AC Sparta Praha   | 2013               | hostování          | —                  |
| 23    | Ú      | Česko     | Tomáš Vrťo    | 24  | FC Baník Ostrava  | 2015               | přestup            | zdarma             |

Poznámky:  —  = nezveřejněno (dohoda mezi kluby),  †  = odhadovaná cena,  +  = opce na prodloužení smlouvy
| Číslo | Pozice | Nár.      | Hráč          | Věk |
| ----- | ------ | --------- | ------------- | --- |
|       | O      | Slovensko | Peter Šenk    | 19  |
|       | Z      | Slovensko | Denis Ventúra | 17  |
|       | Ú      | Slovensko | Jakub Kosorin | 17  |

| Číslo | Pozice | Nár.      | Hráč              | Věk | Kam odešel         | Typ             | Cena            |                 |
| ----- | ------ | --------- | ----------------- | --- | ------------------ | --------------- | --------------- | --------------- |
| 22    | B      | Slovensko | Ján Malec         | 28  | FK Dunajská Streda | hostování       | —               |                 |
|       | O      | Česko     | Martin Frýdek     | 20  | AC Sparta Praha    | konec hostování | konec hostování | konec hostování |
| 24    | O      | Česko     | Václav Koutný     | 21  | SK Sigma Olomouc   | konec hostování | konec hostování | konec hostování |
|       | O      | Česko     | Miroslav Štěpánek | 23  | MSV Duisburg       | volný hráč      | —               |                 |
| 26    | Z      | Česko     | Jaroslav Černý    | 33  | SK Č. Budějovice   | hostování       | —               |                 |
| 14    | Ú      | Česko     | Adam Varadi       | 27  | SK Sigma Olomouc   | konec hostování | konec hostování | konec hostování |

| Pozice | Nár.      | Hráč            | Věk | Odkud přišel        | Typ       | Kam odešel          |
| ------ | --------- | --------------- | --- | ------------------- | --------- | ------------------- |
| Z      | Slovensko | Miroslav Sedlák | 19  | FC ŠTK 1914 Šamorín | hostování | DAC Dunajská Streda |

### Statistiky hráčů FK Senica 2012/2013
| Pozice | Jméno hráče         | Zápasy | Počet minut | Čistá konta | Žluté karty | Červené karty | Národnost         |
| B      | Michal Šulla        | 2      | 137         | 2           | 0           | 0             | Slovensko         |
| B      | Milan Švenger       | 32     | 2833        | 12          | 3           | 0             | Česko             |
| Pozice | Jméno hráče         | Zápasy | Počet minut | Góly        | Žluté karty | Červené karty | Národnost         |
| O      | Erich Brabec        | 32     | 2866        | 0           | 5           | 0             | Česko             |
| O      | Martin Frýdek       | 15     | 1131        | 0           | 1           | 0             | Česko             |
| O      | Václav Koutný       | 10     | 837         | 0           | 4           | 0             | Česko             |
| O      | Matej Krajčík       | 9      | 1672        | 0           | 8           | 0             | Slovensko         |
| O      | Patrik Mráz         | 12     | 1040        | 0           | 3           | 1             | Slovensko         |
| O      | Petr Pavlík         | 27     | 2340        | 1           | 4           | 0             | Česko             |
| O      | Róbert Pillár       | 3      | 194         | 1           | 0           | 0             | Slovensko         |
| O      | Peter Šenk          | 1      | 72          | 0           | 0           | 0             | Slovensko         |
| O      | Miroslav Štěpánek   | 1      | 30          | 0           | 0           | 0             | Česko             |
| Z      | Martin Babic        | 10     | 529         | 1           | 1           | 0             | Slovensko         |
| Z      | Jaroslav Černý      | 7      | 506         | 2           | 1           | 0             | Česko             |
| Z      | Jaroslav Diviš      | 32     | 2257        | 5           | 1           | 0             | Česko             |
| Z      | Martin Ďurica       | 10     | 460         | 0           | 1           | 0             | Slovensko         |
| Z      | Milan Jirásek       | 13     | 836         | 0           | 2           | 0             | Česko             |
| Z      | Jan Kalabiška       | 29     | 1970        | 2           | 3           | 1             | Česko             |
| Z      | Tomáš Kóňa          | 28     | 2444        | 2           | 6           | 0             | Slovensko         |
| Z      | Juraj Križko        | 23     | 1436        | 0           | 5           | 1             | Slovensko         |
| Z      | Peter Štěpanovský   | 22     | 1338        | 4           | 7           | 0             | Slovensko         |
| Z      | Denis Ventúra       | 1      | 80          | 0           | 0           | 0             | Slovensko         |
| Z      | Stef Wijlaars       | 30     | 2494        | 1           | 4           | 0             | Nizozemsko        |
| Ú      | Rolando Blackburn   | 27     | 1720        | 10          | 1           | 0             | Panama            |
| Ú      | Lamine Diarrassouba | 19     | 438         | 1           | 1           | 0             | Pobřeží slonoviny |
| Ú      | Petr Hošek          | 3      | 15          | 0           | 0           | 0             | Česko             |
| Ú      | Jakub Kosorin       | 1      | 45          | 0           | 0           | 0             | Slovensko         |
| Ú      | Pavol Masaryk       | 8      | 588         | 2           | 1           | 0             | Slovensko         |
| Ú      | Juraj Piroska       | 21     | 1711        | 6           | 2           | 0             | Slovensko         |
| Ú      | Adam Varadi         | 14     | 520         | 2           | 3           | 1             | Česko             |
| Ú      | Tomáš Vrťo          | 2      | 2           | 0           | 0           | 0             | Česko             |

- hráči bez jediného startu: Pavel Kamesch, Ján Malec, Ján Gajdošík, Tomáš Kapusta

### Střelecká listina
| Poz. | Nár.              | Hráč                | Góly | Corg. liga | Slov. pohár |
| ---- | ----------------- | ------------------- | ---- | ---------- | ----------- |
| Ú    | Panama            | Rolando Blackburn   | 11   | 10         | 1           |
| Z    | Česko             | Jaroslav Diviš      | 7    | 5          | 2           |
| Ú    | Slovensko         | Juraj Piroska       | 6    | 6          | —           |
| Z    | Slovensko         | Peter Štepanovský   | 4    | 4          | —           |
| Ú    | Česko             | Adam Varadi †       | 4    | 2          | 2           |
| Z    | Česko             | Jan Kalabiška       | 3    | 2          | 1           |
| Z    | Česko             | Jaroslav Černý †    | 3    | 2          | 1           |
| Ú    | Slovensko         | Pavol Masaryk       | 3    | 2          | 1           |
| Z    | Slovensko         | Tomáš Kóňa          | 2    | 2          | —           |
| Ú    | Pobřeží slonoviny | Lamine Diarrassouba | 2    | 1          | 1           |
| Z    | Slovensko         | Martin Babic        | 2    | 1          | 1           |
| Z    | Slovensko         | Juraj Križko        | 2    | —          | 2           |
| Z    | Nizozemsko        | Stef Wijlaars       | 1    | 1          | —           |
| O    | Česko             | Petr Pavlík         | 1    | 1          | —           |
| O    | Slovensko         | Róbert Pillár       | 1    | 1          | —           |
| O    | Česko             | Martin Frýdek †     | 1    | —          | 1           |
|      |                   | soupeřův vlastní    | 1    | 0          | 1           |
|      |                   | Celkem              | 54   | 40         | 14          |

Poslední úprava: 26. května 2013 (po 33. kole)

Vysvětlivky: † = odehrál pouze podzimní část

## Zápasy v sezoně 2012/13

### Předkola Evropské ligy
| 2. předkolo 5. července 2012 | MTK Budapešť    | 1 – 1 | FK Senica             | Hidegkúti Nándor, Budapešť |  |
| 20.15 SELČ | 30' János Lázok |       | 58' Rolando Blackburn | Rozhodčí: Ferreira         |  |
| Poznámky: Sestava: Kamesch - Križko, Pavlík, Brabec, Kalabiška - Diviš (75. Bolinha), Wijlaars, Kóňa, Blackburn - Ďurica (90+3. Ventura) – Hošek (90. Janso) |                 |       |                       |                            |  |

| 2. předkolo 12. července 2012 | FK Senica                               | 2 – 1 | MTK Budapešť          | Štadión FK Senica, Senica |  |
| 19.30 SELČ | 72' Rolando Blackburn 87' Jan Kalabiška |       | 51' (pen) Józse Kanta | Rozhodčí: Derdo           |  |
| Poznámky: Sestava: Kamesch - Križko, Pavlík, Brabec, Kalabiška - Wijlaars, Kóňa - Diviš (90+2. Janso), Hošek (59. Diarrassouba), Ďurica (90. Bolinha) - Blackburn |                                         |       |                       |                           |  |

| 3. předkolo 19. července 2012 | APOEL FC                  | 0 – 1 | FK Senica | GSP Stadium, Nikósie |  |
| 19.00 SELČ | 34' Aílton 40' Alexandrou |       |           | Rozhodčí: Gil        |  |
| Poznámky: Sestava: Švenger - Krajčík, Brabec, Križko (84. Babic), Koutný, Kóňa, Wijlaars, Kalabiška (65. Frýdek), Diviš (59. Blackburn), Varadi, Masaryk |                           |       |           |                      |  |

| 3. předkolo 26. července 2012 | FK Senica | 0 – 1 | APOEL FC        | Štadión FK Senica, Senica |  |
| 19.30 SELČ |           |       | 73' Hélio Pinto | Rozhodčí: Tudor           |  |
| Poznámky: Sestava: Švenger- Krajčík, Brabec, Koutný, Kalabiška - Križko, Kóňa, Diviš (79. Frýdek), Babic (74. Varadi)- Blackburn, Masaryk |           |       |                 |                           |  |

### Corgoň liga
Hlavní článek: Corgoň liga 2012/13

### Ligová tabulka
| Poř. | Tým                  | Z  | V  | R  | P  | VG | OG | B  |
| ---- | -------------------- | -- | -- | -- | -- | -- | -- | -- |
| 1.   | ŠK Slovan Bratislava | 33 | 16 | 11 | 6  | 56 | 33 | 59 |
| 2.   | FK Senica            | 33 | 16 | 7  | 10 | 40 | 34 | 55 |
| 3.   | FK AS Trenčín        | 33 | 14 | 11 | 8  | 52 | 34 | 52 |
| 4.   | TJ Spartak Myjava    | 33 | 14 | 11 | 8  | 43 | 37 | 48 |
| 5.   | MFK Košice           | 33 | 12 | 11 | 10 | 38 | 33 | 47 |

Poslední úprava: 26. května 2013 (po 33. kole).

Vysvětlivky: Z = Zápasy; V = Výhry; R = Remízy; P = Prohry; VG = Vstřelené góly; OG = Obdržené góly; B = Body.

### Podzimní část
| 1. kolo 15. července 2012 | FK Senica                            | 2 – 3 | FK Dukla Banská Bystrica                            | Štadión FK Senica, Senica       |  |
| 19.30 | 61' (pen) Tomáš Kóňa 84' Adam Varadi |       | 14' Marek Hlinka 46' Matúš Turňa 60' Fabián Slančík | Diváci: 1.965 Rozhodčí: Valášek |  |
| Poznámky: Sestava: Švenger - Krajčík, Koutný, Brabec, Frýdek - Wijlaars (56.Kalabiška), Kóňa, Štěpánek (31. Križko) - Varadi, Blackburn (65. Diviš), Masaryk |                                      |       |                                                     |                                 |  |

| 2. kolo 22. července 2012 | 1. FC Tatran Prešov             | 2 – 0 | FK Senica | Štadión Tatran, Prešov          |  |
| 17.30 SELČ | 52' Dávid Guba 65' Matúš Marcin |       |           | Diváci: 1.550 Rozhodčí: Horváth |  |
| Poznámky: Sestava: Švenger - Krajčík, V. Koutný, Brabec, Kalabiška - Varadi (60. Jaroslav Diviš), Wijlaars (85. Hošek), T. Kóňa, Frýdek - Masaryk, Blackburn (68. M. Babic) |                                 |       |           |                                 |  |

| 3. kolo 29. července 2012 | FK Senica                           | 2 – 1 | MFK Košice       | Štadión FK Senica, Senica      |  |
| 19.30 SELČ | 38' Martin Babic 53' Jaroslav Diviš |       | 16' Dávid Škutka | Diváci: 1.636 Rozhodčí: Fajčík |  |
| Poznámky: Sestava: Švenger - Krajčík, Brabec, Koutný, Kalabiška - Križko, Babic (58. Wijlaars), Diviš (88. Varadi), Kóňa (C) - Blackburn (70. Frýdek), Masaryk |                                     |       |                  |                                |  |

| 4. kolo 4. srpna 2012 | MŠK Žilina           | 2 – 0 | FK Senica | Štadión pod Dubňom, Žilina    |  |
| 17.30 SELČ | 30', 42' Róbert Pich |       |           | Diváci: 2.057 Rozhodčí: Trutz |  |
| Poznámky: Sestava: Švenger - Krajčík, V. Koutný, Brabec, Kalabiška - Wijlaars - Jaroslav Diviš (59. Varadi), T. Kóňa, M. Babic (46. Pavlík), Blackburn (81. Diarrassouba) - Masaryk |                      |       |           |                               |  |

| 5. kolo 12. srpna 2012 | FK Senica                                                 | 3 – 0 | FC Spartak Trnava | Štadión FK Senica, Senica      |  |
| 17.30 SELČ | 16' Tomáš Kóňa 82' Jaroslav Diviš 89' (pen) Pavol Masaryk |       |                   | Diváci: 3.115 Rozhodčí: Smolák |  |
| Poznámky: Sestava: M. Švenger - P. Pavlík, V. Koutný, E. Brabec, M. Frýdek (76. M. Krajčík) - S. Wijlaars, T. Kóňa - J. Diviš, R. Blackburn, L. Diarrassouba (56. A. Varadi) - P. Masaryk (90. P. Hošek) |                                                           |       |                   |                                |  |

| 6. kolo 19. srpna 2012 | ŠK Slovan Bratislava | 1 – 0 | FK Senica | Stadion Pasienky, Bratislava  |  |
| 19.00 SELČ | 39' Kristián Kolčák  |       |           | Diváci: 2.396 Rozhodčí: Leško |  |
| Poznámky: Sestava: M. Švenger - M. Krajčík, V. Koutný, E. Brabec, M. Frýdek - S. Wijlaars - A. Varadi (65. P. Štepanovský), R. Blackburn (83. P. Hošek), T. Kóňa, J. Diviš (75. L. Diarrasouba) - P. Masaryk |                      |       |           |                               |  |

| 7. kolo 24. srpna 2012 | FK Senica | 0 – 1 | TJ Spartak Myjava   | Štadión FK Senica, Senica        |  |
| 20.00 SELČ |           |       | 78' Martin Černáček | Diváci: 3.945 Rozhodčí: Kružliak |  |
| Poznámky: Sestava: M. Švenger - S. Wijlaars, P. Pavlík, E. Brabec, M. Frýdek (79. M. Krajčík) - J. Križko, V. Koutný - J. Kalabiška, T. Kóňa (C), J. Černý (56. J. Diviš) - R. Blackburn (68. P. Masaryk) |           |       |                     |                                  |  |

| 8. kolo 1. září 2012 | FK Senica         | 1 – 1 | FK AS Trenčín            | Štadión FK Senica, Senica       |  |
| 19.30 SELČ | 76' Pavol Masaryk |       | 75' (pen) David Depetris | Diváci: 1.621 Rozhodčí: Valášek |  |
| Poznámky: Sestava: Švenger - Krajčík, P. Pavlík, Brabec, Wijlaars - Križko, Jaroslav Diviš, T. Kóňa, J. Černý (72. M. Babic), Kalabiška (52. Masaryk, 78. Varadi) - Blackburn |                   |       |                          |                                 |  |

| 9. kolo 15. září 2012 | MFK Ružomberok | 0 – 2 | FK Senica                                   | Štadión pod Čebraťom, Ružomberok |  |
| 17.30 SELČ |                |       | 50' Jaroslav Diviš 90+' (pen) Juraj Piroska | Diváci: 1.757 Rozhodčí: Sedlák   |  |
| Poznámky: Sestava: M. Švenger - M. Krajčík, P. Pavlík, E. Brabec, S. Wijlaars - T. Kóňa, V. Koutný (73. J. Križko) - J. Černý (67. L. Diarrassouba), J. Piroska, M. Frýdek - J. Diviš (86. P. Štepanovský) |                |       |                                             |                                  |  |

| 10. kolo 22. září 2012 | FK Senica                                       | 3 – 0 | FC ViOn Zlaté Moravce | Štadión FK Senica, Senica        |  |
| 17:30 SELČ | 66', 73' Jaroslav Černý 63' (pen) Juraj Piroska |       |                       | Diváci: 1.476 Rozhodčí: Michlian |  |
| Poznámky: Sestava: Švenger - Wijlaars, P. Pavlík, Brabec, Frýdek - Kriško - Diviš, T. Kóňa, J. Černý (73. Diarrassouba), Piroska (78. Babic) - Blackburn (83. Kalabiška) |                                                 |       |                       |                                  |  |

| 11. kolo 30. září 2012 | FC Nitra | 0 – 1 | FK Senica          | Štadión pod Zoborom, Nitra   |  |
| 19.00 SELČ |          |       | 70' Jaroslav Diviš | Diváci: 880 Rozhodčí: Pavlík |  |
| Poznámky: Sestava: M. Švenger - M. Krajčík, P. Pavlík, E. Brabec, S. Wijlaars - J. Križko - J. Diviš (89. J. Kalabiška), T. Kóňa, J. Piroska, M. Frýdek (57. L. Diarrassouba) - R. Blackburn (76. P. Štepanovský) |          |       |                    |                              |  |

| 12. kolo 6. října 2012 | FK Dukla Banská Bystrica | 1 – 2 | FK Senica                  | Štadión SNP, Banská Bystrica  |  |
| 17.30 SELČ] | 25' Milan Ferenčík       |       | 49', 64' Rolando Blackburn | Diváci: 1.610 Rozhodčí: Jaška |  |
| Poznámky: Sestava: Švenger - Krajčík, Križko, Brabec, Wijlaars - Kóňa - Diviš (83. Varadi), Piroska, Babic (73. Kalabiška), Frýdek - Blackburn (87. Diarrassouba) |                          |       |                            |                               |  |

| 13. kolo 20. října 2012 | FK Senica                               | 2 – 0 | 1. FC Tatran Prešov | Štadión FK Senica, Senica     |  |
| 17:30 SELČ | 57' Petr Pavlík 89' Lamine Diarrassouba |       |                     | Diváci: 1.415 Rozhodčí: Jaška |  |
| Poznámky: Sestava: Švenger - Krajčík, Pavlík, Brabec, Wijlaars - Križko - Jaroslav Diviš (75. Martin Ďurica), T. Kóňa - Piroska (88. Štepanovský), M. Frýdek ml. - Varadi (67. Diarrassouba) |                                         |       |                     |                               |  |

| 14. kolo 27. října 2012 | MFK Košice                     | 2 – 2 | FK Senica                              | Štadión Lokomotívy v Čermeli, Košice |  |
| 14:30 SELČ | 22' Ján Novák 42' Dávid Škutka |       | 9' (pen) Juraj Piroska 72' Adam Varadi | Diváci: 1.050 Rozhodčí: P. Hrčka     |  |
| Poznámky: Sestava: Švenger - Krajčík, P. Pavlík, Brabec, Wijlaars - Kalabiška (71. Štepanovský) - Jaroslav Diviš, Jaroslav Černý (77. J. Križko), T. Kóňa, Piroska - Diarrassouba (61. Varadi) |                                |       |                                        |                                      |  |

| 15. kolo 3. listopadu 2012 | FK Senica | 0 – 0 | MŠK Žilina | Štadión FK Senica, Senica        |  |
| 17:30 SELČ |           |       |            | Diváci: 1.926 Rozhodčí: Kružliak |  |
| Poznámky: Sestava: M. Švenger - M. Krajčík, P. Pavlík, E. Brabec, S. Wijlaars - J. Križko - J. Černý, T. Kóňa (15. J. Diviš), J. Piroska - A. Varadi (84. M. Ďurica), J. Kalabiška (63. L. Diarrassouba) |           |       |            |                                  |  |

| 16. kolo 10. listopadu 2012 | FC Spartak Trnava   | 1 – 1 | FK Senica         | Štadión Antona Malatinského, Trnava |  |
| 14:30 SELČ | 22' Martin Vyskočil |       | 68' Juraj Piroska | Diváci: 2.909 Rozhodčí: Jaška       |  |
| Poznámky: Sestava: Švenger - Krajčík, Pavlík, Brabec, Wijlaars – Križko (42. Kalabiška) - Štepanovský (29. Diviš), Babic (90. Frýdek), Ďurica, Piroska - Blackburn |                     |       |                   |                                     |  |

| 17. kolo 17. listopadu 2012 | FK Senica | 0 – 1 | ŠK Slovan Bratislava | Štadión FK Senica, Senica        |  |
| 14:30 SELČ |           |       | 2' Marko Milinković  | Diváci: 2.115 Rozhodčí: Kráľovič |  |
| Poznámky: Sestava: Švenger - Krajčík, P. Pavlík, Brabec, Frýdek - Kalabiška - M. Ďurica, Babic (56. Jaroslav Diviš), Černý (77. Štepanovský), Diarrassouba (82. Varadi) - Blackburn |           |       |                      |                                  |  |

| 18. kolo 25. listopadu 2012 | TJ Spartak Myjava   | 1 – 2 | FK Senica                                     | Štadión Spartaka Myjava, Myjava |  |
| 12:30 SELČ | 28' Martin Černáček |       | 10' Peter Štepanovský 48' (pen) Juraj Piroska | Diváci: 2.594 Rozhodčí: Valášek |  |
| Poznámky: Sestava: Švenger – Wijlaars, Brabec, Pavlík (46. Koutný), Frýdek – Štepanovský, Kalabiška, Babic, Diviš (89. Varadi) – Piroska (83. Diarrassouba) – Blackburn |                     |       |                                               |                                 |  |

| 19. kolo 2. prosince 2012 | FK AS Trenčín | 1 – 1 | FK Senica              | Štadión na Sihoti, Trenčín    |  |
| 14:30 SELČ | 62' Iván Díaz |       | 90+' Rolando Blackburn | Diváci: 2.800 Rozhodčí: Trutz |  |
| Poznámky: Sestava: Švenger - Wijlaars (55. Varadi), P. Pavlík, Brabec, M. Frýdek ml. - Koutný, Kalabiška (79. Diarrassouba) - Jaroslav Diviš, M. Babic (67. M. Ďurica), Štepanovský - R. Blackburn |               |       |                        |                               |  |

### Jarní část
| 20. kolo 3. března 2013 | FK Senica | 0 – 3 | MFK Ružomberok                                     | Štadión FK Senica, Senica      |  |
| 14:30 SELČ |           |       | 39' Tomáš Ďubek 71' Mário Almaský 82' Štefan Pekár | Diváci: 1.738 Rozhodčí: Chmura |  |
| Poznámky: Sestava: M. Švenger - M. Krajčík, P. Pavlík, E. Brabec, P. Mráz - T. Kóňa (C), M. Jirásek (80. L. Diarrassouba), J. Diviš, M. Ďurica (46. J. Križko), P. Štepanovský (78. J. Kalabiška) - R. Blackburn |           |       |                                                    |                                |  |

| 21. kolo 8. března 2013 | FC ViOn Zlaté Moravce | 0 – 2 | FK Senica                              | Štadión FC ViOn, Zlaté Moravce |  |
| 17:30 SELČ |                       |       | 6' Peter Štepanovský 11' Jan Kalabiška | Diváci: 1.140 Rozhodčí: Matúš  |  |
| Poznámky: Sestava: Švenger - Wijlaars, P. Pavlík, Brabec, Patrik Mráz - Križko - Jaroslav Diviš (90.+ Vrťo), T. Kóňa, M. Jirásek, Štepanovský (70. M. Ďurica)- Kalabiška (82. Diarrassouba) |                       |       |                                        |                                |  |

| 22. kolo 16. března 2013 | FK Senica                  | 2 – 1 | FC Nitra                   | Štadión FK Senica, Senica |  |
| 14:30 SELČ | 73', 80' Rolando Blackburn |       | 78' (pen) Vratislav Gajdoš | Diváci: 698 Rozhodčí: Vlk |  |
| Poznámky: Sestava: Švenger - Wijlaars, P. Pavlík, Brabec, Patrik Mráz - Križko, T. Kóňa - Jaroslav Diviš (63. R. Blackburn), M. Jirásek (72. Piroska), Štepanovský (90.+ T. Vrťo) - Kalabiška |                            |       |                            |                           |  |

| 23. kolo 30. března 2013 | FK Senica          | 1 – 1 | FK Dukla Banská Bystrica | Štadión FK Senica, Senica     |  |
| 17:30 SELČ | 79' Jaroslav Diviš |       | 69' Matúš Turňa          | Diváci: 1.259 Rozhodčí: Trutz |  |
| Poznámky: Sestava: M. Švenger - S. Wijlaars, P. Pavlík, E. Brabec, P. Mráz - J. Križko (74. M. Jirásek), T. Kóňa (C) - P. Štepanovský (46. J. Diviš), J. Piroska, J. Kalabiška - R. Blackburn |                    |       |                          |                               |  |

| 24. kolo 2. dubna 2013 | 1. FC Tatran Prešov | 0 – 1 | FK Senica             | Štadión Tatran, Prešov         |  |
| 17:30 SELČ |                     |       | 10' Peter Štepanovský | Diváci: 1.050 Rozhodčí: Chmura |  |
| Poznámky: Sestava: Švenger (44. Šulla) - Wijlaars, P. Pavlík, Brabec, Patrik Mráz - Jaroslav Diviš (90. Krajčík), Jirásek, T. Kóňa, Štepanovský - Kalabiška (82. Diarrassouba), Piroska |                     |       |                       |                                |  |

| 25. kolo 6. dubna 2013 | FK Senica | 0 – 0 | MFK Košice | Štadión FK Senica, Senica     |  |
| 17:30 SELČ |           |       |            | Diváci: 1.286 Rozhodčí: Hrčka |  |
| Poznámky: Sestava: Švenger - Wijlaars, P. Pavlík, Brabec, Patrik Mráz - Jirásek, T. Kóňa - Jaroslav Diviš (85. Diarrassouba), Piroska, Martin Ďurica - Kalabiška (61. R. Blackburn) |           |       |            |                               |  |

| 26. kolo 13. dubna 2013 | MŠK Žilina | 0 – 1 | FK Senica             | Štadión pod Dubňom, Žilina       |  |
| 17:30 SELČ |            |       | 86' Rolando Blackburn | Diváci: 1.862 Rozhodčí: Kružliak |  |
| Poznámky: Sestava: Senica: Švenger - Wijlaars, P. Pavlík, Brabec, Patrik Mráz - Jirásek (85. J. Križko) - T. Kóňa, Martin Ďurica (65. Piroska), Štepanovský - Jaroslav Diviš (58. R. Blackburn), Kalabiška |            |       |                       |                                  |  |

| 27. kolo 21. dubna 2013 | FK Senica                                                 | 3 – 2 | FC Spartak Trnava                      | Štadión FK Senica, Senica     |  |
| 19:00 SELČ | 17' Peter Štepanovský 26' Stef Wijlaars 86' Jan Kalabiška |       | 42' Martin Mikovič 61' Martin Vyskočil | Diváci: 4.125 Rozhodčí: Jaška |  |
| Poznámky: Sestava: Senica: M. Švenger - S. Wijlaars, P. Pavlík, E. Brabec, P. Mráz - M. Jirásek (90.+ R. Blackburn), T. Kóňa - J. Diviš (68. M. Krajčík), J. Piroska, P. Štepanovský (88. J. Križko) - J. Kalabiška |                                                           |       |                                        |                               |  |

| 28. kolo 27. dubna 2013 | ŠK Slovan Bratislava                                    | 3 – 2 | FK Senica                  | Stadion Pasienky, Bratislava   |  |
| 14:30 SELČ | 57' Jiří Kladrubský 69' Lester Peltier 73' Erik Grendel |       | 72', 81' Rolando Blackburn | Diváci: 2.099 Rozhodčí: Chmura |  |
| Poznámky: Sestava: Senica: Švenger - Krajčík, P. Pavlík, Brabec (78. Pillár), Wijlaars - Jirásek, T. Kóňa – Štepanovský (85. Diarrassouba), Piroska, Jaroslav Diviš (66. Blackburn) - Kalabiška |                                                         |       |                            |                                |  |

| 29. kolo 4. května 2013 | FK Senica | 0 – 3 | TJ Spartak Myjava                                         | Štadión FK Senica, Senica        |  |
| 17:00 SELČ |           |       | 29' (vl.) Petr Pavlík 56' Peter Sládek 90+' Peter Kuračka | Diváci: 4.402 Rozhodčí: R. Weiss |  |
| Poznámky: Sestava: Senica: Švenger - Wijlaars, P. Pavlík, R. Pillár, Patrik Mráz - T. Kóňa, Jirásek (61. R. Blackburn) - Jaroslav Diviš, Piroska (78. Martin Ďurica), Štepanovský - Kalabiška (61. J. Križko) |           |       |                                                           |                                  |  |

| 30. kolo 10. května 2013 | FK Senica               | 1 – 0 | FK AS Trenčín | Štadión FK Senica, Senica       |  |
| 18:30 SELČ | 29' (pen) Juraj Piroska |       |               | Diváci: 2.211 Rozhodčí: Samotný |  |
| Poznámky: Sestava: Senica: Švenger - Wijlaars, P. Pavlík, Brabec, Patrik Mráz - J. Križko, T. Kóňa - Kalabiška (90.+ Krajčík), Piroska (90.+ Jirásek), Štepanovský - Jaroslav Diviš (81. R. Blackburn) |                         |       |               |                                 |  |

| 31. kolo 18. května 2013 | MFK Ružomberok                              | 3 – 1 | FK Senica             | Štadión pod Čebraťom, Ružomberok |  |
| 17:30 SELČ | 19' Štefan Pekár 31', 62' (pen) Tomáš Ďubek |       | 66' Rolando Blackburn | Diváci: 1.531 Rozhodčí: Somoláni |  |
| Poznámky: Sestava: Senica: Švenger - Wijlaars, P. Pavlík, Brabec, Patrik Mráz - J. Križko, Jirásek (70. Diarrassouba) - Štepanovský, Piroska, Kalabiška - Jaroslav Diviš (56. R. Blackburn) |                                             |       |                       |                                  |  |

| 32. kolo 22. května 2013 | FK Senica            | 1 – 0 | FC ViOn Zlaté Moravce | Štadión FK Senica, Senica         |  |
| 17:30 SELČ | 9' Rolando Blackburn |       |                       | Diváci: 1.345 Rozhodčí: Prešinský |  |
| Poznámky: Sestava: Senica: M. Švenger - M. Krajčík, P. Pavlík, E. Brabec, P. Mráz - T. Kóňa, J. Križko - P. Štepanovský (59. J. Diviš), J. Piroska (85. M. Jirásek), J. Kalabiška - R. Blackburn |                      |       |                       |                                   |  |

| 33. kolo 26. května 2013 | FC Nitra | 0 – 1 | FK Senica         | Štadión pod Zoborom, Nitra               |  |
| 17:30 SELČ |          |       | 36' Róbert Pillár | Diváci: hráno bez diváků Rozhodčí: Trutz |  |
| Poznámky: Sestava: Senica: Šulla - Krajčík, Pillár, Brabec, Šenk (73. Wiljaars) - Štepanovský - Ventúra (81. J. Križko), T. Kóňa, Kalabiška - Kosorín (46. R. Blackburn), Piroska |          |       |                   |                                          |  |

### Slovenský fotbalový pohár
Hlavní článek: Slovenský fotbalový pohár
Jednozápasová kola
| 2. kolo 28. srpna 2012 | FK Senica                                                                                    | 7 – 1 | FK DAC 1904 Dunajská Streda              | Štadión FK Senica, Senica |  |
| 19.30 SELČ | 44' Jaroslav Černý 46' Jan Kalabiška 53' Juraj Križko 73', 84' Adam Varadi 83' Pavol Masaryk |       | 29' (vl.) Tomáš Huber 33' Patrik Banovič | Rozhodčí: Matúš           |  |
| Poznámky: Sestava: Švenger - Krajčík, Pavlík (69. Koutný), Brabec, Wijlaars - Križko, Kóňa, Černý, Kalabiška (65. Varadi), Diviš (80. Masaryk) – Blackburn |                                                                                              |       |                                          |                           |  |

| 3. kolo 26. září 2012 | LP Domino Bratislava | 0 – 4 | FK Senica                                                 | LP Domino Bratislava, Bratislava |  |
| 16.00 SELČ |                      |       | 2', 88' Jaroslav Diviš 16' Juraj Križko 30' Martin Frýdek | Rozhodčí: Prešinský              |  |
| Poznámky: Sestava: Švenger - Pavlík, Krajčík, Kóňa, Blackburn (54. Kalabiška), Brabec, Wijlaars, Diviš, Križko (70. Babic), Frýdek, Piroska (80. Štepanovský) |                      |       |                                                           |                                  |  |

Čtvrtfinále
| První zápas 23. října 2012 | FK Senica               | 1 – 2 | MŠK Žilina                        | Štadión FK Senica, Senica |  |
| 16.30 SELČ | 55' Lamine Diarrassouba |       | 63' Ricardo Nunes 79' Róbert Pich | Rozhodčí: Smolák          |  |
| Poznámky: Sestava: Švenger - Pavlík, Krajčík, Brabec, Frýdek - Ďurica, Kalabiška (78. Babic), Piroska, Wijlaars (86. Černý)– Blackburn, Diarrassouba (66. Diviš) |                         |       |                                   |                           |  |

| odveta 6. listopadu 2012 | MŠK Žilina         | 1 – 2 (3 – 2 pen)                                           | FK Senica                              | Štadión pod Dubňom, Žilina |  |
| 17.30 SELČ | 12' Momodou Ceesay |                                                             | 25' Rolando Blackburn 41' Martin Babic | Rozhodčí: Trutz            |  |
| |                    | Penaltový rozstřel                                          |                                        |                            |  |
| Róbert Pich Jozef Piaček Milan Škriniar Stanislav Angelovič | 4 – 2              | Martin Ďurica Erich Brabec Peter Štepanovský Jaroslav Černý |                                        |                            |  |
| Poznámky: Sestava: Švenger, Pavlík, Krajčík, Blackburn (86. Varadi), Brabec, Ďurica, Wijlaars (50.Kalabiška), Diarrassouba, Štepanovský, Križko, Babic (83. Černý) |                    |                                                             |                                        |                            |  |